# 우리들의 넝쿨 (1995년 드라마)

《우리들의 넝쿨》은 1995년 4월 5일부터 1995년 5월 11일까지 방송되었던 SBS 수목 드라마로 1994년 여름부터 11월까지 촬영을 모두 마친 사전 제작 드라마 프로그램이었는데 김정균 (부억 역)의 남동생과 정혜영(은하 역)의 여동생이 애인 사이로 잠깐 드라마에 찬조 출연했다.

## 기획 의도
최일남의 중편 소설을 각색한 드라마로 시골뜨기 청년 3명의 3경기를 통해 잃어버린 우리 정서를 일깨워주는 드라마

## 등장 인물
- 김정균 : 부억 역 - 피자가게 배달원, 우직하고 착한 성격
- 김세준 : 창수 역 - 애견센터 종업원, 약삭빠르고 속셈빠른 성격
- 남지헌 : 병덕 역 - 미용실 보조원, 몸이 약하고 내성적이지만 신중한 성격
- 정혜영 : 은하 역 - 반신불구가 된 소녀
- 임경옥 : 혜지 역 - 겉멋만 잔뜩 든 노래방 점원
- 김선애 : 미스 현 역 - 노처녀 미용사
- 전무송 : 송대포 역
- 김진해 : 장 사장 역
- 이은철 : 번개 역
- 김애경
- 엄유신
- 임현식

## 참고 사항
- 최일남의 원작 소설을 1990년대에 맞게 시대 배경을 현대로 바꾸어 재구성하였다.[3][4]
- 1995년 4월 5일과 같은 달 6일 방송에서 프로그램 배경으로 나온 피잣집의 실명 상호를 간판, 종업원 앞치마·모자, 배달기구 등을 통해 여러 차례 반복하여 내보내어 방송위원회로부터 1995년 4월 26일 출석 통보를 받아야 했다.[5]
- 《사랑은 블루》부터 해당 프로그램까지 오후 8시 시간대 SBS 수목 드라마는 미니 시리즈 드라마 형식으로 방송됐다.
- 미스 현이 돈 많은 부동산업자의 아이를 가졌다가 청부폭력배들에 의하여 겁탈을 당해 유산을 하는 내용[6]으로 비난을 샀다.
- 김정균은 1995년 4월 3일 첫 방송된 KBS 2TV 일일 드라마 《좋은 남자 좋은 여자》에서도 주연을 맡았다.[7]
- 임경옥은 1995년 4월 12일 첫 방송된 MBC 수목 드라마 《숙희》에 겹치기 출연[8]을 하여 따끔한 눈초리를 받아야 했다.